# 太田市立宝泉東小学校
太田市立宝泉東小学校 (おおたしりつほうせんひがししょうがっこう)は、群馬県太田市の公立小学校である。

## 概要
1978年4月1日に旧宝泉中学校校舎利用して開校した。

## 沿革
- 1978年4月1日 - 開校。

## 学区
- 藤阿久本村[2]
- 藤阿久椿森[2]
- 藤久良町1区[2]
- 藤久良町2区[2]
- 藤久良町3区[2]
- 藤久良町4区[2]
- 由良町寺家[2]
- 由良町体宮[2]
- 新道町の一部[2]

## 周辺
- 太田市立宝泉小学校
- SUBARU健康保険組合太田記念病院